# Roar (Six Flags Discovery Kingdom)
Roar in Six Flags Discovery Kingdom (Vallejo, Kalifornien, USA) war eine Holzachterbahn vom Hersteller Great Coasters International, die am 14. Mai 1999 eröffnet wurde. Am 16. August 2015 wurde sie geschlossen, um Platz zu machen für die Achterbahn Joker.
Auf der 1.003 m langen Strecke, die eine Höhe von 29 m erreichte, wurden 22 Überquerungen und ein 61 m langer überdachter Tunnel verbaut. Nach der 26 m langen ersten Abfahrt erreichten die Züge eine Höchstgeschwindigkeit von 82 km/h.
Roar war fast baugleich mit Roar in Six Flags America, allerdings mit den Unterschieden, dass die Bahn in Discovery Kingdom einen anderen Anfang des Lifthills, einen weiteren Hügel im Tunnel sowie einen weiteren Hügel vor der Schlussbremse besaß. Ebenso wurde sie kleiner konstruiert mit engeren Kurven als die Version in Six Flags America. Dadurch wirkten stärkere laterale g-Kräfte und eine gesteigerte Geschwindigkeitswahrnehmung.

## Züge
Roar besaß zwei Züge vom Modell Millennium Flyer mit jeweils zwölf Wagen. In jedem Wagen konnten zwei Personen (eine Reihe) Platz nehmen. Diese Bahn war die erste, die mit den Millennium-Flyer-Zügen ausgestattet wurde, wodurch die engen Radien der Kurven zu fahren waren.